# Charles Mengin
Charles August Mengin (París, 5 de julio de 1853 - 3 de abril de 1933) fue un pintor francés del movimiento del arte académico.

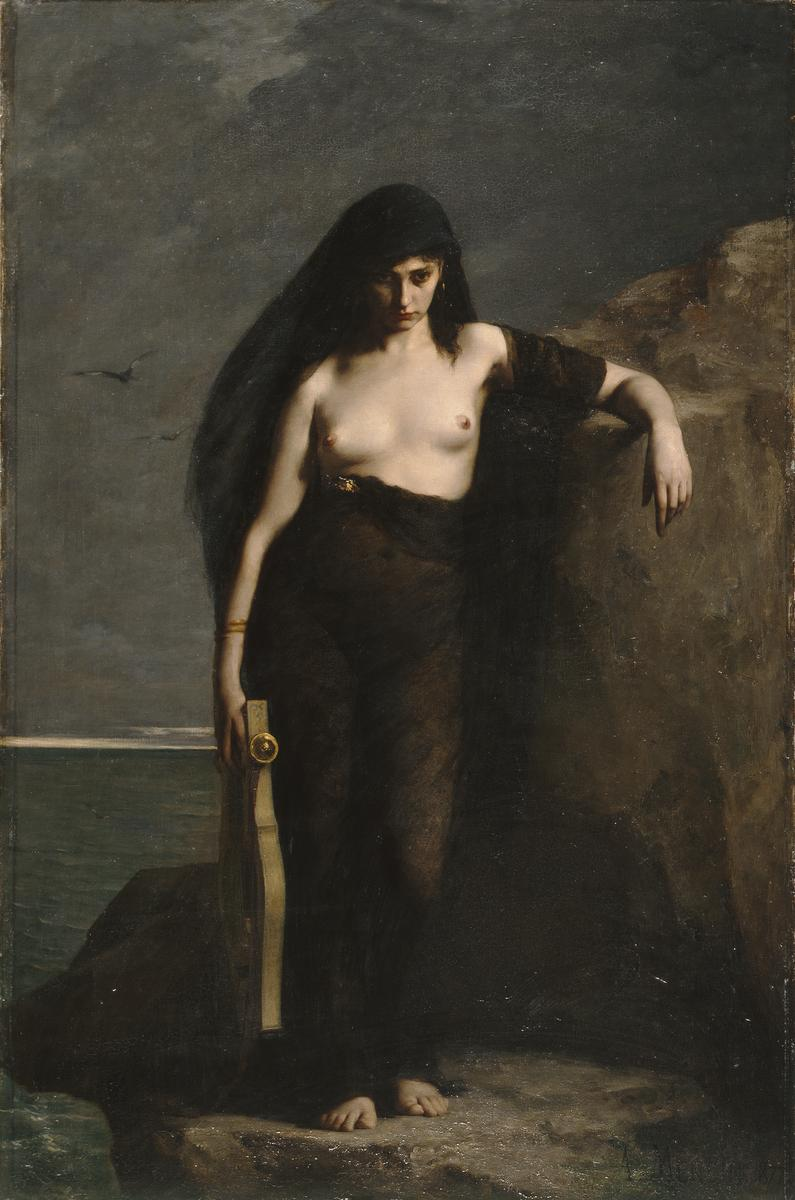
Sappho, de Charles Mengin (1877). Manchester Art Gallery.

Nació París, Francia, y fue enseñado por Gecker y Alexandre Cabanel. Mengin expuso por primera vez en el Salón de París en 1876. Es principalmente conocido por su cuadro de Safo, actualmente en la colección de la Manchester Art Gallery.